# Simboli degli stati e dei territori dell'Australia
I simboli degli stati e dei territori dell'Australia sono i simboli ufficialmente adottati dalle autorità delle varie entità amministrative in cui è suddiviso il Paese oceaniano come rappresentativi della storia, della cultura, della flora, della fauna e delle ricchezze del suolo locale.
Generalmente, ogni ente dispone a livello ufficiale di:
- una bandiera;
- uno stemma (Coat of arms);
- un distintivo ufficiale (State badge);
- un motto (in inglese o in latino);
- uno o più colori ufficiali;
- un emblema floreale;
- tre emblemi faunistici (un uccello, un mammifero e un pesce);
- uno o più emblemi minerari (minerale o fossile).

Il Queensland e il Victoria sono le uniche entità amministrative ad aver ufficialmente adottato almeno un simbolo per ognuna delle suddette categorie.

## Lista dei simboli

### Stati
| Nome dell'entità      | Bandiera   | Stemma     | Distintivo                             | Motto                                                                    | Colori                            | Fiore                          | Uccello                 | Mammifero                           | Pesce                                            | Minerale o fossile             |
| --------------------- | ---------- | ---------- | -------------------------------------- | ------------------------------------------------------------------------ | --------------------------------- | ------------------------------ | ----------------------- | ----------------------------------- | ------------------------------------------------ | ------------------------------ |
| Australia Meridionale | (dettagli) | (dettagli) | Gazza australiana                      | -                                                                        | blu, rosso e oro                  | Swainsona formosa              | -                       | Vombato dal naso peloso meridionale | Dragone foglia                                   | Opale                          |
| Australia Occidentale | (dettagli) | (dettagli) | Cigno nero                             | -                                                                        | oro e nero (non ufficiali)        | Zampa di canguro rossa e verde | Cygnus atratus          | Numbat                              | -                                                | Gogonasus                      |
| Nuovo Galles del Sud  | (dettagli) | (dettagli) | Croce di San Giorgio                   | (LA) Orta recens quam pura nites (Da poco sorta, quanto splendi limpida) | blu (non ufficiale)               | Waratah                        | Kookaburra              | Ornitorinco                         | Achoerodus                                       | Opale nero Mandageria fairfaxi |
| Queensland            | (dettagli) | (dettagli) | Croce di malta con corona imperiale    | (LA) Audax at Fidelis (Audace, ma fedele)                                | granata                           | Orchidea di Cooktown           | Gru brolga              | Koala                               | Pesce pagliaccio della Grande Barriera Corallina | Zaffiro                        |
| Tasmania              | (dettagli) | (dettagli) | Leone                                  | (LA) Ubertas et fidelitas (Prosperità e fedeltà)                         | verde bottiglia, giallo e granata | Fiore di eucalipto             | -                       | Diavolo della Tasmania              | -                                                | Crocoite                       |
| Victoria              | (dettagli) | (dettagli) | Croce del Sud e Corona di sant'Edoardo | (EN) Peace and prosperity (Pace e prosperità)                            | blu e argento                     | Erica rosa                     | Succiamele ciuffigialli | Possum di Leadbeater                | Drago marino comune                              | Oro                            |

### Territori
Gli unici territori (sia interni che esterni) a disporre di simboli sono il Territorio della Capitale Australiana, il Territorio del Nord e l'Isola Norfolk.
Essi, tuttavia, sono privi di un distintivo ufficiale, nonché di emblemi ittici e minerari; solo il Territorio del Nord, infine, possiede un mammifero emblema.
| Nome dell'entità                      | Bandiera   | Stemma              | Motto                                                                            | Colori                    | Fiore                     | Uccello                 | Mammifero     |
| ------------------------------------- | ---------- | ------------------- | -------------------------------------------------------------------------------- | ------------------------- | ------------------------- | ----------------------- | ------------- |
| Isola Norfolk                         | (dettagli) | (dettagli)          | (EN) Inasmuch (In verità)                                                        | -                         | -                         | Parrocchetto di Norfolk | -             |
| Territorio della Capitale Australiana | (dettagli) | de facto (dettagli) | (EN) For the Queen, the Law and the People (Per la regina, la legge e il popolo) | blu e oro                 | Campanula blu reale       | Cacatua gang gang       | -             |
| Territorio del Nord                   | (dettagli) | (dettagli)          | -                                                                                | nero, bianco e rosso ocra | Rosa del deserto di Sturt | Aquila cuneata          | Canguro rosso |